# Juin 1990

## Événements

### Vendredi1erjuin1990
- Négociation Est-Ouest : Mikhail Gorbatchev et George H. W. Bush signent à Washington un traité de désarmement chimique.

### Vendredi8 juin 1990
- Tchécoslovaquie : premières élections libres en Tchécoslovaquie, gagnées par les opposants au communisme.
- États-Unis: Mega Borg Oil Spill (en): marée noire dans le golfe du Mexique.

### Samedi9 juin 1990
- Tchécoslovaquie : déclaration d'indépendance de la Tchécoslovaquie vis-à-vis de l'Union soviétique.

### Dimanche10 juin 1990
- Formule 1 : Grand Prix automobile du Canada.

### Mardi12 juin 1990
- 12 juin : proclamation de souveraineté de la République de Russie.

### Vendredi15 juin 1990
- France : le ministre de l'environnement Brice Lalonde lance un plan pour l'environnement.

### Samedi16 juin 1990
- Départ de la cinquante-huitième édition des 24 Heures du Mans.

### Dimanche17 juin 1990
- Bulgarie : premières élections libres de l'après communisme.
- Négociation Est-Ouest : signature d'un accord de bon voisinage entre l'Allemagne réunifiée et la Pologne.

### Jeudi21 juin 1990
- Réunification allemande : la Volksammer (assemblée est-allemande) et le Bundestag (assemblée ouest-allemande) reconnaissent solennellement la frontière Oder-Neisse, et ratifient le Traité d'État RDA-RFA.

### Dimanche24 juin 1990
- Formule 1 : Grand Prix automobile du Mexique.

### Mardi26 juin 1990
- Kosovo : la Serbie suspend le gouvernement et le parlement de la province du Kosovo.

### Samedi30 juin 1990
- France : nouvelle loi renforçant les sanctions contre le racisme.

## Naissances
- 1er juin : Roman Josi, joueur de hockey suisse.
- 2 juin : Michał Kwiatkowski, coureur cycliste polonais.
- 4 juin : Camila Colombo, joueuse d'échecs uruguayenne.
- 6 juin : Mathieu Spinosi, acteur et violoniste français.
- 7 juin :
  - Fetty Wap, rappeur et chanteur américain.
  - Iggy Azalea, rappeuse et mannequin australienne.
  - Thomas James Brodie, joueur de hockey sur glace canadien.
  - Aurélie Muller, nageuse française.
  - Allison Schmitt, nageuse de compétition américaine.
  - Michael Stone, joueur de hockey sur glace canadien.
- 9 juin : Calum von Moger, acteur et culturiste australien.
- 11 juin : Christophe Lemaitre, athlète français.
- 18 juin : Jacob Anderson, chanteur de RnB et trip hop et acteur britannique.
- 19 juin : Natsumi Matsubara, chanteuse japonaise.
- 20 juin : 
  - Greg Pateryn, joueur de hockey américain.
  - Mohamed Mbougar Sarr, écrivain sénégalais.
- 21 juin : Knowledge Musona, joueur de football zimbabwéen.
- 26 juin : Fahd El Hachimi, journaliste et animateur de télévision marocain.
- 29 juin : Yann M'Vila, footballeur français.

## Décès
- 2 juin : Rex Harrison, acteur britannique.
- 3 juin : Tom Brown, acteur américain (° 6 janvier 1913).
- 30 juin : Louis Rubaud, maître fusilier marin français, compagnon de la Libération (° 9 octobre 1917).